# Hankosaari (ö i Kajanaland)
Hankosaari är en ö i Finland. Den ligger i sjön Ule träsk och i kommunerna Paldamo och Kajana i den ekonomiska regionen  Kajana ekonomiska region  och landskapet Kajanaland, i den centrala delen av landet, 500 km norr om huvudstaden Helsingfors. Öns area är 4 hektar och dess största längd är 310 meter i nord-sydlig riktning.